# Simon Franglen
Simon Franglen (Westminster (Londen), 1963) is een Brits componist van met name filmmuziek. Hij is ook een bekroonde muziekproducent en voormalig muzikant. Zijn kredieten omvatten vier van de lijst van best scorende films en zes van de lijst van best verkochte albums aller tijden.
Franglen filmwerk omvat een aantal bekende films, waaronder Avatar, waarvoor hij een Golden Globe en Grammy-nominaties ontving voor het themalied "I See You" en omdat hij de producer was van "My Heart Will Go On" van Titanic, waarmee hij een Record of The Year Grammy Award won. Andere filmcredits variëren van David Fincher's Seven, The Amazing Spider-Man, The Magnificent Seven tot het arrangeren van muziek voor de James Bond-films Skyfall en Spectre.
Hij heeft samengewerkt met artiesten als Michael Jackson, Céline Dion, Whitney Houston, Madonna, Barbra Streisand, Quincy Jones, David Foster, Toni Braxton, The Corrs, Monica, Bee Gees, Luciano Pavarotti. Zijn werk omvat meer dan vierhonderd muziekcredits op AllMusic.

## Filmografie
| Jaar | Titel                    | Opmerkingen                         |
| ---- | ------------------------ | ----------------------------------- |
| 1995 | Friday                   | met Frank Fitzpatrick en Chuck Wild |
| 2016 | The Magnificent Seven    | met James Horner                    |
| 2018 | Peppermint               |                                     |
| 2021 | The Curse of Turandot    |                                     |
| 2022 | Notre-Dame brûle         |                                     |
| 2022 | Avatar: The Way of Water |                                     |

## Overige producties

### Televisiefilms
| Jaar | Titel       | Opmerkingen |
| ---- | ----------- | ----------- |
| 1991 | Eye Contact |             |
| 1993 | Born to Run |             |

### Televisieseries
| Jaar      | Titel                                    | Opmerkingen                   |
| --------- | ---------------------------------------- | ----------------------------- |
| 1989      | The Real Eddy English                    | miniserie                     |
| 1989-1990 | Round the Bend!                          | met Philip Pope en Big George |
| 2016-2017 | Ice                                      |                               |
| 2018      | The Truth About the Harry Quebert Affair |                               |

### Documentaires
| Jaar | Titel                     | Opmerkingen |
| ---- | ------------------------- | ----------- |
| 2013 | One Direction: This Is Us |             |

### Muzikant filmmuziek
| Jaar | Titel                          | Opmerkingen                             |
| ---- | ------------------------------ | --------------------------------------- |
| 1990 | Downtown                       | voor Alan Silvestri                     |
| 1991 | New Jack City                  | voor Vassal Benford en Michel Colombier |
| 1991 | Shattered                      | voor Alan Silvestri                     |
| 1991 | Ricochet                       | voor Alan Silvestri                     |
| 1991 | Grand Canyon                   | voor James Newton Howard                |
| 1992 | FernGully: The Last Rainforest | voor Alan Silvestri                     |
| 1992 | The Bodyguard                  | voor Alan Silvestri                     |
| 1992 | Chaplin                        | voor John Barry                         |
| 1992 | Sidekicks                      | voor Alan Silvestri                     |
| 1993 | Cool Runnings                  | voor Hans Zimmer                        |
| 1995 | Dangerous Minds                | voor Lisa Coleman en Wendy Melvoin      |
| 1995 | Seven                          | voor Howard Shore                       |
| 1996 | Primal Fear                    | voor James Newton Howard                |
| 1996 | Crash                          | voor Howard Shore                       |
| 1996 | Eraser                         | voor Alan Silvestri                     |
| 1996 | Space Jam                      | voor James Newton Howard                |
| 1996 | The Preacher's Wife            | voor Hans Zimmer                        |
| 1997 | Volcano                        | voor Alan Silvestri                     |
| 1997 | Contact                        | voor Alan Silvestri                     |
| 1997 | Titanic                        | voor James Horner                       |
| 1998 | Quest for Camelot              | voor Patrick Doyle                      |
| 2001 | Moulin Rouge!                  | voor Craig Armstrong                    |
| 2009 | Avatar                         | voor James Horner                       |
| 2010 | The Karate Kid                 | voor James Horner                       |
| 2022 | Avatar: The Way of Water       |                                         |

### Arrangeur filmmuziek
| Jaar | Titel                  | Opmerkingen        |
| ---- | ---------------------- | ------------------ |
| 2012 | The Amazing Spider-Man | voor James Horner  |
| 2012 | Skyfall                | voor Thomas Newman |
| 2015 | Wolf Totem             | voor James Horner  |
| 2015 | Southpaw               | voor James Horner  |
| 2015 | The 33                 | voor James Horner  |
| 2015 | Spectre                | voor Thomas Newman |

### Overige credits
Selectie:
| Jaar | Titel                                                            | Opmerkingen                     |
| ---- | ---------------------------------------------------------------- | ------------------------------- |
| 1993 | The Colour of My Love (Céline Dion)                              | muzikant                        |
| 1993 | Back to Broadway (Barbra Streisand)                              | muzikant                        |
| 1995 | Something to Remember (Madonna)                                  | muzikant                        |
| 1995 | HIStory: Past, Present and Future, Book I (Michael Jackson)      | muzikant                        |
| 1996 | Secrets (Toni Braxton)                                           | muzikant                        |
| 1996 | Falling into You (Céline Dion)                                   | muzikant                        |
| 1997 | My Heart Will Go On (Céline Dion)                                | muzikant, arrangeur en producer |
| 1997 | Let's Talk About Love (Céline Dion)                              | muzikant                        |
| 1998 | My Love Is Your Love (Whitney Houston)                           | muzikant                        |
| 1998 | Never Say Never (Brandy)                                         | muzikant                        |
| 1998 | Where We Belong (Boyzone)                                        | muzikant, arrangeur en producer |
| 1999 | Pavarotti & Friends for Guatemala and Kosovo (Luciano Pavarotti) | muzikant                        |
| 2000 | The Heat (Toni Braxton)                                          | muzikant                        |
| 2002 | A New Day Has Come (Céline Dion)                                 | muzikant, arrangeur en producer |
| 2010 | Pulse (Toni Braxton)                                             | muzikant en producer            |
| 2019 | Pandora: The World Of Avatar (James Horner & Simon Franglen)     | componist en producer           |